# Meuculi
Der Meuculi (Mota Meuculi, Moto Meuculi) ist ein kleiner Fluss im osttimoresischen Verwaltungsamt Atabae (Gemeinde Bobonaro). Er entspringt im Süden der Aldeia Rairobo (Suco Rairobo), fließt erst nach Nordosten und dann in einen Bogen nach Südosten in den Suco Hataz. Hier bildet er zunächst einen Teil der Grenze zwischen den Aldeias Aidabasalala im Süden und Aidabaleten im Norden. Als die Grenze nach Süden abknickt behält der Meuculi seine Richtung, durchquert das Dorf Aidabasalala und mündet schließlich in den Nunura.
Außerhalb der Regenzeit fällt der Fluss trocken.

## Geschichte
Am 16. Oktober 1999 kam es beim Ort Aidabasalala am Meuculi zu einem Gefecht („Battle of Aidabasalala“) zwischen sechs australischen INTERFET-Soldaten und etwa 20 Mitgliedern einer pro-indonesischen Miliz. Die Australier waren entsandt worden, um Berichte von Operationen der Milizen in Aidabasalala zu prüfen. Am dritten Tag sahen die Soldaten Milizionäre im trockenen Flussbett auf sich zukommen. Als sie in eine bedrohlichen Nähe gekommen waren, eröffneten die Australier das Feuer. Nach einem Rückzug griffen die Milizionäre noch viermal an, mussten sich aber jedes Mal zurückziehen. Die Australier wurden schließlich mit Hubschraubern evakuiert. Mindestens drei Milizionäre kamen dabei ums Leben, drei weitere wurden verletzt. Die australischen Soldaten blieben unverletzt.